# Associazione Volontari Italiani del Sangue
L'Associazione Volontari Italiani del Sangue, nota anche con l'acronimo AVIS, è un ente del terzo settore che opera in Italia e in Svizzera nell'ambito della donazione di sangue e di emocomponenti.
Fondato a Milano nel maggio del 1927 su iniziativa del medico Vittorio Formentano, il sodalizio si articola sul territorio con più di tremila sezioni locali ed è costituito da oltre 1 200 000 volontari che donano sangue intero, plasma, piastrine ed eritrociti in forma gratuita, periodica e anonima. In base al suo statuto, l'AVIS si configura come un'organizzazione non lucrativa di diritto privato, «apartitica, aconfessionale, che non ammette discriminazioni di genere, etnia, lingua, nazionalità, religione, ideologia politica»; tra le finalità e i compiti dell'associazione si annoverano inoltre la partecipazione alla pianificazione dell'attività trasfusionale, la promozione del volontariato e della solidarietà, nonché il sostegno a programmi di ricerca scientifica e di cooperazione allo sviluppo.
Insignita della medaglia d'oro al merito civile e della medaglia al merito di prima classe della Protezione civile, l'AVIS afferisce alla Federazione internazionale delle organizzazioni di donatori di sangue, che ha contribuito a fondare.
Con le altre organizzazioni di donatori costituisce il Coordinamento inter-associativo volontari italiani del Sangue (CIVIS).

## Storia

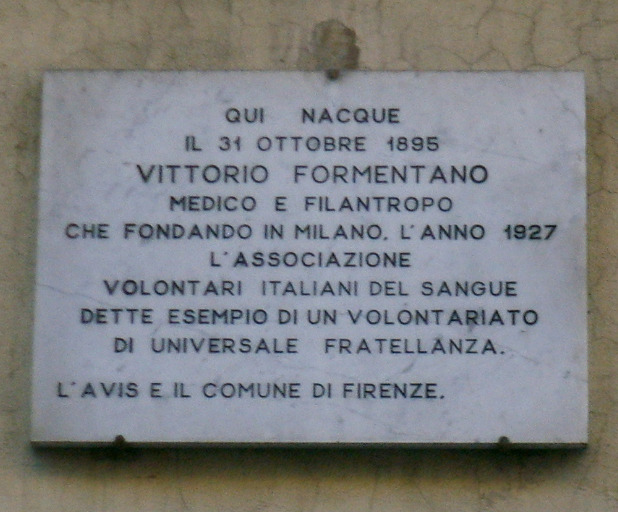
Targa sulla casa natale di Vittorio Formentano a Firenze, in via Sant'Antonino

Fondata a Milano nel 1927 dal dottor Vittorio Formentano, si è ufficialmente costituita come «Associazione Volontari Italiani del Sangue» nel 1946. Al termine del fascismo, l'AVIS fu riconosciuta dallo Stato nel 1950 con la legge n. 49, mentre con la successiva legge n. 592 del 1967 viene regolamentata la raccolta, la conservazione e la distribuzione del sangue umano sul territorio nazionale.
Gli anni settanta sono per l'AVIS il momento di espansione maggiore dalla fondazione: nascono le sedi regionali, provinciali e comunali, legate da un unico statuto alla sede nazionale. L'AVIS è oggi un ente privato con personalità giuridica e finalità pubblica, e concorre ai fini del servizio sanitario nazionale in favore della collettività. Fonda la sua attività istituzionale e associativa sui principi costituzionali della democrazia e della partecipazione sociale, nonché sul volontariato, quale elemento centrale e strumento insostituibile di solidarietà umana.
Dal 2011 è attiva la sua Web radio ufficiale, Radio Siva, acronimo inverso dell'associazione.